# Nowy Żelibórz
Nowy Żelibórz (deutsch Selberg B, Kreis Rummelsburg) ist ein Dorf direkt an der Ostgrenze der polnischen Woiwodschaft Westpommern. Es gehört zur Stadt- und Landgemeinde Polanów (Pollnow) im Powiat Koszaliński (Kreis Köslin).

## Geographische Lage
Nowy Żelibórz liegt an einer Nebenstraße, die Żydowo (Sydow) an der Woiwodschaftsstraße 205 mit Kwacze (Kaffzig) an der Woiwodschaftsstraße 206 verbindet. Bis zur früheren Kreisstadt Miastko (Rummelsburg) sind es 16 Kilometer, die heutige Kreismetropole Koszalin (Köslin) liegt 49 Kilometer weit entfernt.
Über das fünf Kilometer entfernte Kawcze (Kaffzig) besteht Anschluss an die Bahnstrecke Piła–Ustka (Schneidemühl–Stolpmünde). Zwischen 1898 und 1945 bestand außerdem über das fünf Kilometer entfernte Żydowo (Sydow) Anschluss an die Bahnstrecke Schlawe–Pollnow–Breitenberg der Schlawer Bahnen.

## Ortsname
Die deutsche Ortsbezeichnung unterscheidet Selberg B (Kreis Rummelsburg) von dem nur zwei Kilometer entfernt liegenden Sellberg (auch Selberg A genannt, Kreis Schlawe). Diese Differenzierung greift auch die polnische Namensgebung von Nowy Żelibórz im Unterschied zu Stary Żelibórz (heute beide Orte im Powiat Koszaliński) auf.

## Geschichte
Selberg B wurde als Vorwerk von Bial (heute polnisch: Biała) angelegt, zu dem sich bis 1813 die Vorwerke Ewaldshof oder Raderang (Drążkowo), Johannishof (Przyborzyce) und Jägerhof (Psary) gesellten, gefolgt von Louisenhof (Gostkowo), Petershof (Cieszanowo), Seehof (Głęboczek) und Klewerhof (Pokrzywno) in den Folgejahren.
Bei der Neuordnung der Gemeindebezirke im Jahre 1928 wurden aus dem Vorwerk Selberg B und den Ausbauten Johannishof (Przyborzyce), Jünsterberg, Kleehof, Marienhütte, Raderang (Drążkowo), Schlangenmoor, Hasselhof (Jeżewo) und Lischberg (Liszkowo) die neue Landgemeinde Selberg B gebildet. Im Jahre 1933 zählte sie 231 Einwohner, 1939 waren es 222.
Bis 1945 gehörte Selberg B zum Landkreis Rummelsburg im Regierungsbezirk Köslin der preußischen Provinz Pommern. Seit 1945 ist der Ort unter dem Namen Nowy Żelibórz ein Ortsteil (mit Schulzenamt) der Gmina Polanów im Powiat Koszaliński in der Woiwodschaft Westpommern.

## Kirche
Die Bevölkerung von Selberg B war vor 1945 überwiegend evangelisch. Der Ort gehörte zum Kirchspiel Groß Schwirsen (heute polnisch: Świerzno) im Kirchenkreis Rummelsburg (Miastko) im Ostsprengel der Kirchenprovinz Pommern der Kirche der Altpreußischen Union. Letzter deutscher Geistlicher vor 1945 war Pfarrer Georg Meyer.
Seit 1945 sind die Einwohner von Nowy Żelibórz fast ausnahmslos katholisch. Kirchliches Zentrum ist weiterhin Świerzno (Groß Schwirsen) als Pfarrei im Dekanat Polanów (Pollnow) im Bistum Köslin-Kolberg der Katholischen Kirche in Polen. Hier lebende evangelische Kirchenglieder gehören heute zur Kreuzkirchengemeinde in Słupsk (Stolp) in der Diözese Pommern-Großpolen der Evangelisch-Augsburgischen Kirche in Polen. Die nächstgelegene Filialkirche ist die Dorfkirche in Wołcza Wielka (Groß Volz).